# Xã Vesper, Quận Lincoln, Kansas
Xã Vesper (tiếng Anh: Vesper Township) là một xã thuộc quận Lincoln, tiểu bang Kansas, Hoa Kỳ. Năm 2010, dân số của xã này là 90 người.